# 10303 Fréret
10303 Fréret là một tiểu hành tinh vành đai chính với chu kỳ quỹ đạo là 1339.2442615 ngày (3.67 năm).
Nó được phát hiện ngày 2 tháng 9 năm 1989.